# Percival Prince
Percival Prince je bilo dvomotorno propelersko lahko transportno letalo, ki so ga proizvajali po 2. svetovni vojni pri britanskem Percival Aircraft Limited. Večinoma je bil grajen iz aluminija. Imel je visoko nameščeno krilo in uvlačljivo pristajalno podvozje tipa tricikel.

## Specifikacije(Sea Prince T.1)
Podatki iz British Naval Aircraft since 1912
Splošne karakteristike
- Posadka: 2
- Dolžina: 46 ft 4 in (14,13 m)
- Razpon kril: 56 ft 0 in (17,07 m)
- Višina: 16 ft 1 in (4,90 m)
- Površina kril: 365 ft² (33,9 m²)
- Teža praznega letala: 8850 lb (4023 kg)
- Naložena teža: 11850 lb (5386 kg)
- Pogon letala: 2 ×  bencinski zvezdasti motor Alvis Leonides 125, 550 KM (411 kW)  vsak

 Zmogljivost 
- Maks. hitrost: 194 vozlov (223 mph, 359 km/h)
- Potovalna hitrost: 159 vozlov (183 mph, 294 km/h)
- Doseg: 400 nm (460 milj, 740 km)
- Višina leta: 22000 ft (6706 m)
- Hitrost vzpenjanja: 1400 ft/min (7,1 m/s)

Oborožitev

brez